# Bulbul d'orelles brunes
El bulbul d'orelles brunes (Hypsipetes amaurotis) és una espècie d'ocell de la família dels picnonòtids (Pycnonotidae). Es troba a les Filipines, Xina, Taiwan, Japó, la península de Korea i l'Extrem Orient Rus. Els seus hàbitats principals són els boscos tropicals i subtropicals de frondoses humits de les terres baixes i de l'estatge montà, les terres llaurades, els jardins rurals i les àrees urbanes. El seu estat de conservació es considera de risc mínim.